# Bobby Tambling
Bobby Tambling, né le 18 septembre 1941 à Storrington, est un footballeur international anglais. 
Il joue entre 1959 et 1970 au Chelsea FC. Il est l'ancien détenteur du record du nombre de buts inscrits avec Chelsea (202 buts) dépassé par Frank Lampard le 11 mai 2013.
Il dispute trois matches et marque un but avec l'Angleterre dans les années 1960.